# خوان كارلوس ألفاريز
خوان كارلوس ألفاريز فيغا (بالإسبانية: Juan Carlos Álvarez)‏ (مواليد 2 مايو 1954 في إل إنتريجو، أستورياس) هو كرة قدم إسباني متقاعد ومدرب كرة قدم حالياً، كان يلعب في مركز خط الوسط.

## وصلات خارجية
- BDFutbol player profile
- BDFutbol coach profile
- CiberChe stats and bio (بالإسبانية)